# Neolaparus moerens
Neolaparus moerens är en tvåvingeart som först beskrevs av Christian Rudolph Wilhelm Wiedemann 1828.  Neolaparus moerens ingår i släktet Neolaparus och familjen rovflugor.
Artens utbredningsområde är Sierra Leone. Inga underarter finns listade i Catalogue of Life.